# 根高町
根高町（ねだかちょう）は、愛知県愛西市の地名。字が4つある。

## 地理
旧佐織町中央部に位置する。東は諏訪町、西は見越町・町方町、南は津島市に接する。

### 字一覧
（五十音順・読みはyahoo!地図による）
- 川田（かわた）
- 郷前（ごうまえ）
- 古堤己新田（ふるづつみしんでん）
- 本郷（ほんごう）

## 歴史

### 町名の由来
「たか」は墳墓を指す語であり、古代には墳原であったことに由来するとされる。

### 沿革
- 江戸時代 - 尾張国海東郡の尾張藩領佐屋代官所支配の根高村として所在[7]。
- 1889年（明治22年） - 合併に伴い、藤浪村大字根高となる[7]。
- 1906年（明治39年） - 合併に伴い、佐織村大字根高となる[7]。佐織村の仮役場が翌年まで、当地釜地蔵寺境内に設置される[7]。
- 1939年（昭和14年） - 町制施行に伴い、佐織町大字根高となる[7]。
- 2005年（平成17年）4月1日 - 合併に伴い、愛西市根高町となる。

## 世帯数と人口
2019年（令和元年）5月1日現在の世帯数と人口は以下の通りである。
| 町丁   | 世帯数  | 人口  |
| ------ | ------- | ----- |
| 根高町 | 367世帯 | 999人 |

### 人口の変遷
国勢調査による人口の推移
| 2005年（平成17年） | 972人 | [ 8 ]  |  |
| 2010年（平成22年） | 977人 | [ 9 ]  |  |
| 2015年（平成27年） | 995人 | [ 10 ] |  |

## 小・中学校の学区
市立小・中学校に通う場合、学区は以下の通りとなる。
| 番・番地等 | 小学校               | 中学校             |
| ---------- | -------------------- | ------------------ |
| 全域       | 愛西市立北河田小学校 | 愛西市立佐織中学校 |

## 交通
- 旧津島街道（津島上街道）[5]

## 施設
- 八幡社[5]
- 真言宗智山派釜地蔵寺[5]

## 史跡
- 津田正生宅址[5]

## その他

### 日本郵便
- 郵便番号 : 496-8012[3]（集配局：津島郵便局[12]）。